# Ein amerikanischer Albtraum
Ein amerikanischer Albtraum (Originaltitel: The Cold Six Thousand) ist ein Roman von James Ellroy aus dem Jahre 2001 und die (nahtlos anschließende) Fortsetzung von Ein amerikanischer Thriller.

## Handlung
Der Roman startet nach dem Attentat auf John F. Kennedy und schließt mit den Angriffen auf den Bürgerrechtler Martin Luther King und den Politiker Robert F. Kennedy. Die Geschichte wird aus dem Blickwinkel einiger Eingeweihter erzählt, die durch ihre Verwicklung in kriminelle Machenschaften von Mafia bis CIA, von Parteipolitik bis Vietnamkrieg und Drogenhandel Einblicke in Motive und Hintergründe möglicher Veranlasser und Täter dieser Attentate haben. Hauptpersonen sind der grobschlächtige Pete und der schmierige Anwalt Ward (beide treten schon bei Ein amerikanischer Thriller auf). Ellroy führt aber auch ein paar neue Figuren ein.
Und so werden komplizierte Verschwörungen erdacht, Menschen umgebracht, bewusstseinsverändernde Substanzen eingenommen, Menschen unter Druck gesetzt und gefoltert. Und Mr. Hoover überblickt die grausige Szenerie und zieht im Hintergrund die Fäden.

## Stil
Die Ausdrucksweise des Romans wurde (verglichen mit dem ersten Teil) noch etwas schneller und kräftiger. Der Text besteht fast ausschließlich aus Subjekt-Prädikat-Objekt-Sätzen.

## Daten
- ISBN 3-548-25523-X
- Erscheinungsjahr: 2001
- englischer Originaltitel: Cold Six Thousand
- 846 Seiten